# 46
Évszázadok: i. e. 1. század – 1. század – 2. század
Évtizedek: i. e. 1-es évek – 1-es évek – 10-es évek – 20-as évek – 30-as évek – 40-es évek – 50-es évek – 60-as évek – 70-es évek – 80-as évek – 90-es évek
Évek: 41 – 42 – 43 – 44 –  45 – 46 – 47 – 48 – 49 – 50 – 51

## Események

### Római Birodalom
- Decimus Valerius Asiaticust (helyettese februártól Camerinus Antistius Vetus, márciustól Quintus Sulpicius Camerinus, júliustól Decimus Laelius Balbus, szeptembertől Caius Terentius Tullius Geminus) és Marcus Junius Silanust választják consulnak.
- Lucius Asinius Gallust, Caius Asinius Polliót, Servius Asinius Celert és Titus Statilius Taurus Corvinus volt consult Messalina császárellenes összeesküvéssel vádolja. Gallust száműzik, a többieket kivégzik.
- Messalina megmérgezteti Marcus Viniciust (állítólag azért, mert visszautasította közeledését).
- Claudius császár római provinciává alakítja át Trákiát, miután királyát, III. Rhoimétalkészt meggyilkolják.

## Halálozások
- Marcus Vinicius, római politikus
- III. Rhoimétalkész, trák király

## Fordítás
- Ez a szócikk részben vagy egészben  az   AD 46 című angol Wikipédia-szócikk ezen változatának fordításán alapul.  Az eredeti cikk szerkesztőit annak laptörténete sorolja fel. Ez a jelzés csupán a megfogalmazás eredetét és a szerzői jogokat jelzi, nem szolgál a cikkben szereplő információk forrásmegjelöléseként.